# Reinaldo Coddou H.
Reinaldo Coddou H. (* 1971 in Santiago de Chile, eigentlich Reinaldo Coddou Hauser) ist ein deutscher Fotograf, der in Bielefeld aufwuchs. Ein Schwerpunkt seiner fotografischen Arbeit liegt auf Fußball- und Stadionfotos. Er ist Mitbegründer und fungierte bis 2008 als Herausgeber des deutschen Fußballmagazins 11 Freunde – Magazin für Fußballkultur. Coddou hat eine Reihe von Fußball- und Stadionbüchern veröffentlicht.
Seit 2008 arbeitet er wieder als freier Fotograf. Er lebt in Berlin und Buenos Aires.
Sein Foto vom WM-Finale 2014, aufgenommen im Moment des Abpfiffs, wurde vom Kicker-Sportmagazin als Sportfoto des Jahres 2014 ausgezeichnet.